# Coelichneumon caerulescens
Coelichneumon caerulescens är en stekelart som först beskrevs av Morley 1915.  Coelichneumon caerulescens ingår i släktet Coelichneumon och familjen brokparasitsteklar. Inga underarter finns listade i Catalogue of Life.